# Championnat d'Allemagne de rugby à XV 2002-2003
Navigation
1. Bundesliga 2001-2002 1. Bundesliga 2003-2004
Le championnat d'Allemagne de rugby à XV 2002-2003 ou 1. Bundesliga 2002-2003 est une compétition de rugby à XV qui oppose les 8 meilleurs clubs allemands. La compétition commence à l'automne 2002 et se termine par une finale le 5 juillet 2003. 
La 1re phase de la compétition se déroule de l'automne à l'hiver 2002, reprend au printemps 2003 et est suivie d'une finale.

## Équipes participantes
Les huit équipes qualifiées pour le Meisterschaftrunde sont les suivantes :
1. Bundesliga Nord/Est
- TSV Victoria Linden
- DRC Hannover
- DSV 78 Hanovre
- Berlin RC

1. Bundesliga Sud/Ouest
- SC Neuenheim
- RG Heidelberg
- München RFC
- TSV Handschuhsheim

## Meisterschaftrunde
| Rang | Club                | J  | V | N | D  | Bo | Bd | Pm  | Pe  | Diff | Pts |
| ---- | ------------------- | -- | - | - | -- | -- | -- | --- | --- | ---- | --- |
| 1    | DRC Hannover (T)    | 14 | 8 | 0 | 6  | 3  | 0  | 592 | 235 | +357 | 35  |
| 2    | SC Neuenheim        | 14 | 8 | 0 | 6  | 3  | 0  | 460 | 220 | +240 | 35  |
| 3    | DSV 78 Hanovre      | 14 | 8 | 0 | 6  | 2  | 0  | 497 | 227 | +270 | 34  |
| 4    | RG Heidelberg       | 14 | 8 | 0 | 6  | 0  | 0  | 413 | 217 | +196 | 32  |
| 5    | TSV Handschuhsheim  | 14 | 7 | 0 | 7  | 2  | 0  | 387 | 226 | +161 | 30  |
| 6    | TSV Victoria Linden | 14 | 5 | 0 | 9  | 1  | 0  | 238 | 485 | -247 | 21  |
| 7    | Berlin RC           | 14 | 4 | 0 | 10 | 2  | 0  | 235 | 515 | -280 | 18  |
| 8    | München RFC         | 14 | 3 | 0 | 11 | 0  | 0  | 85  | 784 | -699 | 12  |

|  | Qualifiés pour la finale (no 1, no 2). |
|  | Qualifié pour le barrage (no 7).       |
|  | Relégué (no 8).                        |
|  | T : tenant du titre                    |

Attribution des points : victoire sur tapis vert : 5, victoire : 4, match nul : 2, défaite : 0, forfait : -2 ; plus les bonus (offensif : 4 essais marqués ; défensif : défaite par 7 points d'écart ou moins).

## Finale
| 5 juillet 2003 | DRC Hannover | 9 – 18 | SC Neuenheim | Hanovre Arbitre : Wucherpfennig |
| 5 juillet 2003 |              |        |              | Hanovre Arbitre : Wucherpfennig |
| 5 juillet 2003 |              |        |              | Hanovre Arbitre : Wucherpfennig |

## Barrage

### Match promotion pour 1.BL
| 6 juillet 2003 | BSC 1899 Offenbach | 32 - 46 | Berlin RC |  |
| 6 juillet 2003 |                    |         |           |  |
| 6 juillet 2003 |                    |         |           |  |